# Willem de Meijier
Willem de Meijier (de Meyier) (Arnhem, 20 juli 1836 - aldaar, 23 maart 1909) zoon van Adriaan Cornelis de Meijier, predikant en Jacoba van Beuningen was een Nederlandse hervormde predikant en politicus in de Tweede Kamer voor de Liberale Unie.

## Vroege jaren en carrière als prediker
Hij heeft in 1862 zijn theologie examen behaald aan de hoge school in Leiden nadat hij een mislukte poging had gedaan om af te studeren in de letteren. Hij heeft als predikant gewerkt van 1862 tot 1868 in de Nederlandse Hervormde Kerk te Arkel en van 1868 tot 1878 aan de Nederlands Hervormde kerk te Wormerveer beide in de regio Zaandam, waar hij in 1867 trouwde met Grietje Laan.
Hij heeft verschillende boeken en artikelen geschreven en werd waarschijnlijk beïnvloed door de theologie van Johannes Henricus Scholten. Werken die hij heeft geschreven zijn Gods wondermacht en onze godsdienst en Schoolwetsherziening niet wenschelijk. Later werd hij redacteur van het tijdschrift Taal des Geloofs van 1867 tot 1878.

## Lid van de Tweede Kamer
De politieke carrière van De Meyier begon 1877 toen hij 17 jaar lang (tot 1894) lid was van de Liberale Unie als afgevaardigde van het kiesdistrict Haarlem van 1877 tot 1888 en  het kiesdistrict Zaandam van 1888 tot 1894. Hij was een lange tijd van zijn politieke carrière een Kappeyniaan welke volgelingen van Kappeyne van de Coppello waren.
Hij was in 1894 een tegenstander van het kiesrechtvoorstel van Tak van Poortvliet, Tak van Poortvliet trok later zijn wetsvoorstel in toen De Meijier zijn amendement met betrekking tot het kiesrecht, waarin beter werd beschreven wanneer iemand inwonende was werd aangenomen. Hij werd in hetzelfde jaar verslagen door Klaas de Boer van de Radicale Bond waarna hij de politiek verliet.

## Verder leven en nablik
In zijn verdere leven na 1894 wordt er weinig meer van De Meijier vernomen, hij heeft nooit kinderen gehad en stierf in 1909 te Arnhem.
Hij is begraven op Moscowa.

## Verwijzingen
1. 1 2  Parlementair Documentatiecentrum - W. de Meijier
2. ↑  DBNL - Biographisch Woordenboek der Noord- en Zuidnederlandsche letterkunde - Willem de Mejier
3. ↑  Biografisch Lexicon van het Nederlandse Protestantisme - Meyier, Willem de

- Biografisch Portaal: 13787356
- Digitale Bibliotheek voor de Nederlandse Letteren: meij040
- International Standard Name Identifier: 0000 0003 9193 2948
- Nederlandse Thesaurus van Auteursnamen: 107204088
- Parlement.com: vg09ll3d40zc
- Virtual International Authority File: 285844377
- WorldCat: E39PBJtcFygXpM7QHR6X8JHBfq